# La Creueta (Castellar de n'Hug)
La Creueta és una muntanya de 2.067 metres que es troba entre els municipis de Castellar de n'Hug, a la comarca del Berguedà, i de Toses, a la comarca catalana del Ripollès. Forma part de la Serra de Montgrony.
Al cim podem trobar-hi un vèrtex geodèsic (referència 285082001).
Aquest cim està inclòs al llistat dels 100 cims de la FEEC